# Incaspiza personata
Az Incaspiza personata a madarak osztályának verébalakúak (Passeriformes) rendjébe és a tangarafélék (Thraupidae) családjába tartozó faj.

## Rendszerezése
A fajt Osbert Salvin angol ornitológus írta le 1895-ben, a Haemophila nembe Haemophila personata néven.

## Előfordulása
Peru nyugati részén, az Andok területén honos. Természetes élőhelyei a szubtrópusi és trópusi magaslati cserjések. Állandó, nem vonuló faj.

## Megjelenése
Testhossza 18 centiméter.

## Életmódja
Egyedileg, vagy párban, a talajon keresgéli táplálékát.

## Természetvédelmi helyzete
Az elterjedési területe kicsi, egyedszáma viszont stabil. A Természetvédelmi Világszövetség Vörös listáján nem fenyegetett fajként szerepel.